# Slot Linderhof
Slot Linderhof is een barokslot in het Graswangtal in Ettal bij Oberammergau, in de Duitse deelstaat Beieren. Het is het kleinste van de drie kastelen gebouwd in opdracht van Ludwig II van Beieren en het enige dat vóór diens dood werd voltooid. Het kasteeltje ligt op 948 meter boven de zeespiegel. Linderhof was voor Ludwig II zijn lievelingsverblijf, dat hij steevast "Mein Villa" noemde. In 2025 werd het slot Linderhof (samen met slot Neuschwanstein, Königshaus am Schachen, slot Herrenchiemsee) UNESCO-Werelderfgoed.

## Geschiedenis
Slot Linderhof was ooit een koninklijk buitenverblijf (Königshäuschen) van zijn vader Maximiliaan II. In 1867, nadat Ludwig II het Kasteel van Versailles had bezocht, maakte hij plannen voor een nieuw buitenverblijf. Ludwig II besloot in 1869 het kleine huis te verbouwen tot een 'Koninklijke Villa'. Het werd uitgebreid en verbouwd onder leiding van Georg Dollmann tussen 1870 en 1872. Gelijk aan het origineel, was ook dit gebouw een houten constructie. In 1874 werd de houten buitenkant ontmanteld en geheel vervangen door steen, het origineel werd zo'n tweehonderd meter verderop weer opgebouwd.

## Interieur
Het slot is symmetrisch ingedeeld en werd geheel ingericht in (de tweede periode van de) rococostijl. De belangrijkste ruimten zijn:
- De Koninklijke Slaapkamer uit 1871, naar een ontwerp van Angelo Quaglio werd in 1884 door Julius Hoffmann aanzienlijk vergroot en is de grootste kamer van het slot. De kamer bevindt zich op de eerste verdieping en is het centrale punt in het slot. Het geheel is rijkelijk gedecoreerd met standbeelden, ornamenten, goud, marmer en schilderijen, een hommage aan de mythologische figuren.
- De Vestibule. Hier staat een standbeeld van Lodewijk XIV, een kopie van het beeld dat op de Place Vendôme te Parijs staat. Het plafond is versierd met een gouden zon, refererend aan de Zonnekoning.
- De centrale tweezijdige Pronktrap.
- De Spiegelkamer, een ontwerp van Jean de la Paix, stamt uit 1874. Het gebruik van spiegels is hier tot in het extreme doorgevoerd.
- De Audiëntiekamer, een ovale kamer in 1870 ontworpen door Christian Jank. Deze ruimte was eigenlijk bedoeld als troonzaal.
- De Eetkamer, tevens met een 'tafeltje-dek-je' dankzij een hydraulisch liftsysteem. Deze kamer is net als de tegenover gelegen Audiëntiekamer, ovaal van vorm.
- Het Paarse Kabinet, het Gele Kabinet, het Blauwe Kabinet en het Roze Kabinet, allen in hoefijzervorm.
- De Gobelin-Kamer West, ook wel de Muziekkamer genoemd en de Gobelin-Kamer Oost, de laatste staat in het teken van de Griekse mythologie.

## Het park en de tuinen
In 1874 had de tuinarchitect Carl Joseph von Effner de planning klaar voor de tuinen en het park rondom het slot. Er is door Von Effner gebruikgemaakt van de natuurlijke glooiing van het landschap, en is er een symmetrie toegepast, uitgaande van de lengteas van het slot.

## Gebouwen in het park

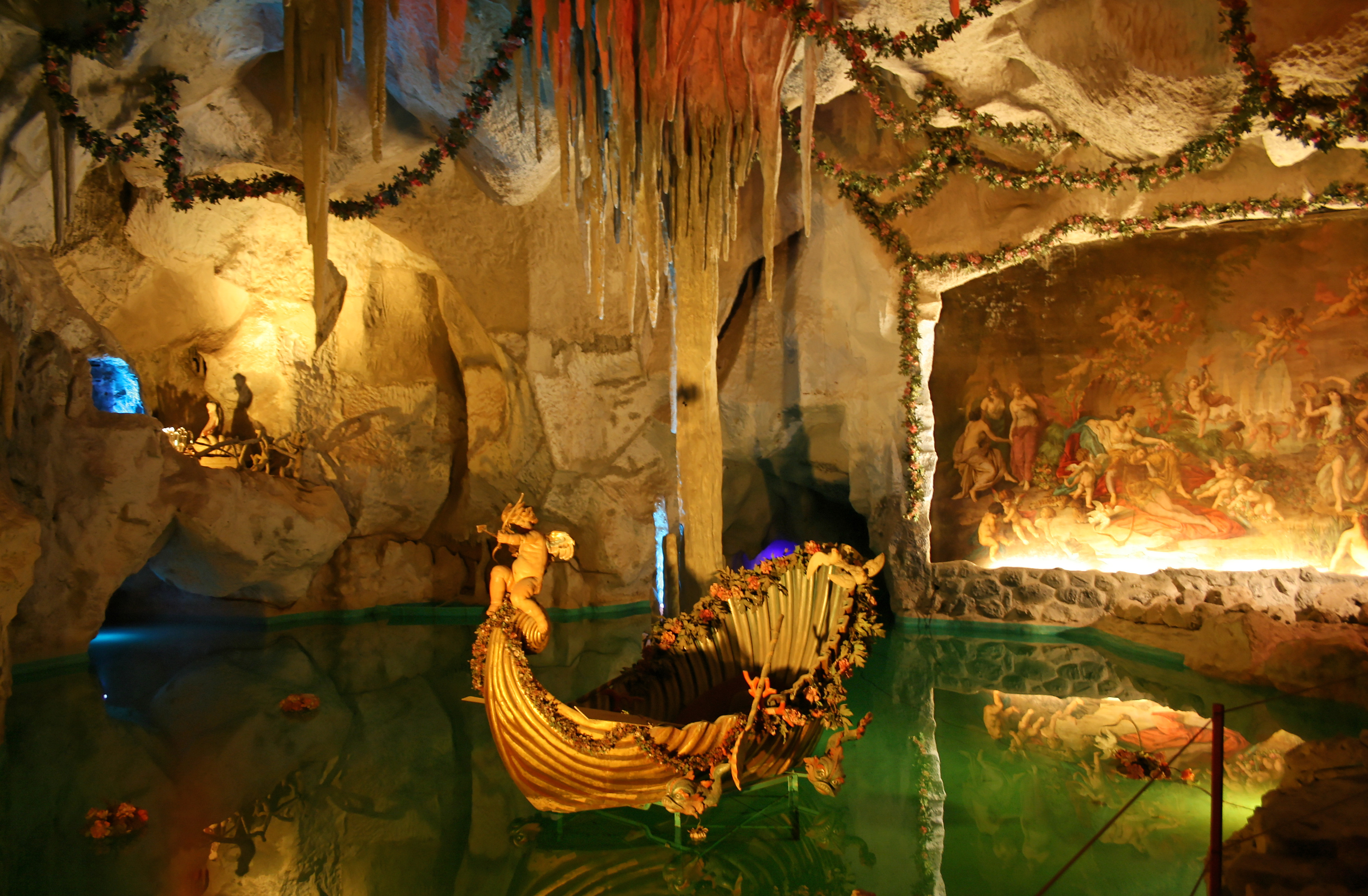
Venusgrot

- De Sint Anne's Kapel, gebouwd in 1684 door Roman Schretler. Het is een klein gebouw met maar één ruimte.
- De Moorse Kiosk. Dit werd door Ludwig II gekocht in 1876. Het gebouw stond eerst bij kasteel Zbiroh in Bohemen. Een jaar later werd het overgebracht, deels uitgebreid en opnieuw opgericht op een kleine heuvel in het park. In dit kleine paviljoen staat een pauwentroon, gemaakt door Le Blanc-Granger, te Parijs. In het midden van de ruimte staat een Moorse fontein, verder is het ingericht met op Moorse stijl gebaseerde meubelen. Ludwig II ontving hier ('s nachts) zijn gasten, compleet met oriëntaalse kostuums en Turkse tabakspijpen.
- Het Marokkaanse Paviljoen. Dit was het Marokkaanse gebouw voor de Wereldtentoonstelling van 1878 in Parijs. In datzelfde jaar bestelde Ludwig II er een en liet het opbouwen buiten het domein van Slot Linderhof, vlak bij de grens met Oostenrijk. Na de dood van Ludwig werd het gebouw verkocht aan de gemeente Oberammergau, tot het uiteindelijk in 1982 werd herbouwd in het park van Linderhof. In tegenstelling tot de andere gebouwen is dit een origineel ontwerp uit het land van herkomst. Ook de inrichting is geheel van Marokkaanse origine.
- De Venusgrot. Dit is een nagemaakte druipsteengrot ontworpen door de tuinarchitect August Dirigl, in 1876-1877. De toegangsdeur is namaak rots die zich als een Sesam open u opent. De inrichting van de grot is gebaseerd op de Venusberg uit de opera "Tannhäuser" van Richard Wagner. Een groot schilderij van August Heckel toont Tannhäuser in de armen van Venus. De grot is voorzien van (onderwater)verlichting en een machine om golven te maken, aangedreven door een van de eerste generatoren. In het midden van de grot is een meertje met een bootje in de vorm van een (Venus)schelp, van waaruit Ludwig zich liet vermaken door alle creatieve en technische snufjes die deze droomwereld kon voortbrengen.
- De hut van Hunding, waarin de eerste akte van "Die Walküre" (Richard Wagner) speelt. Gebouwd in 1876 in het Ammertal. In 1884 brandde het af en werd meteen herbouwd, waarna het in 1945 opnieuw afbrandde en wederom werd herbouwd. In 1898-1990 werd het verplaatst naar Linderhofpark.

## Overig
Verder zijn noemenswaardig:

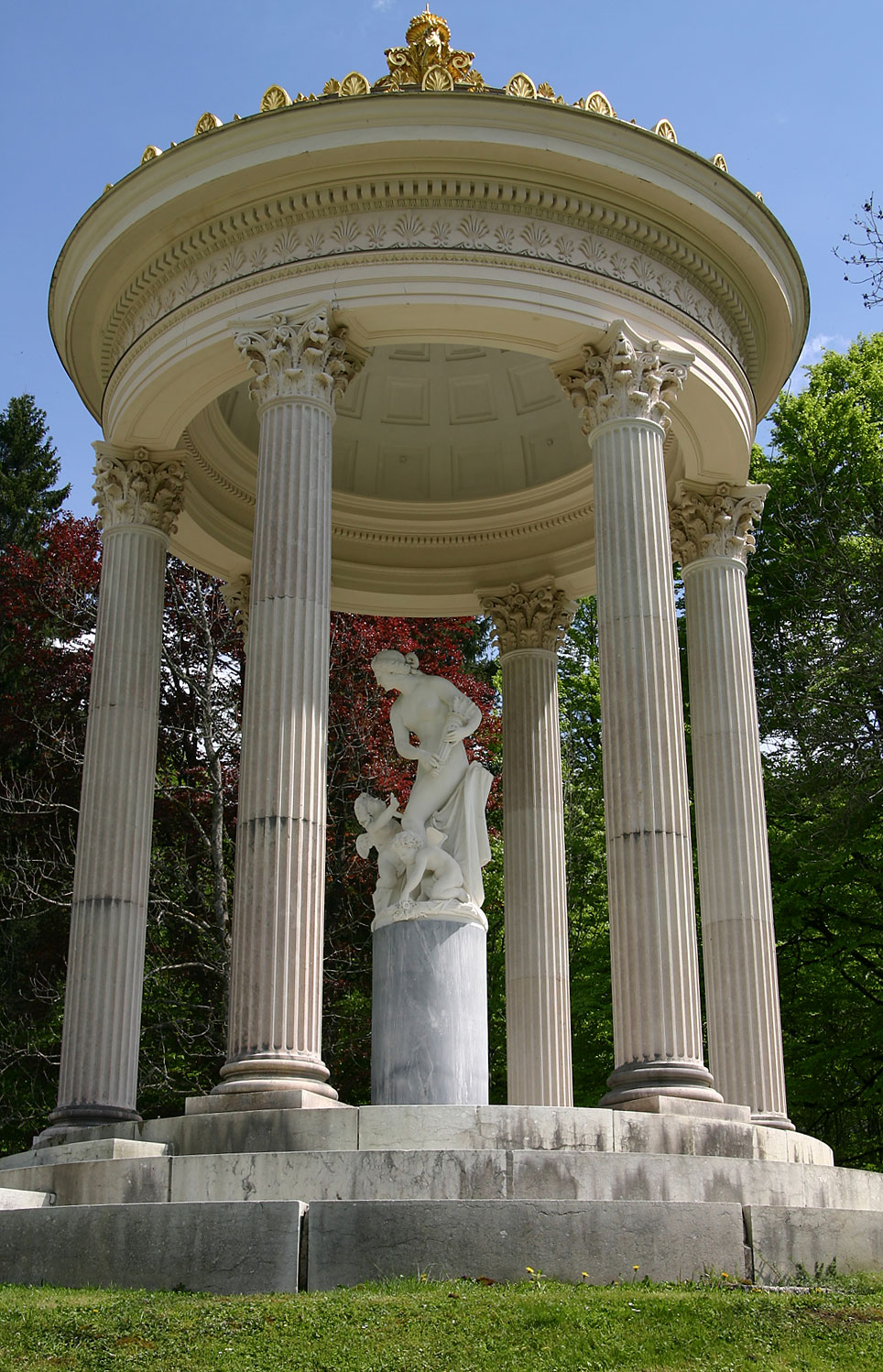
Venustempel bij Slot Linderhof

- Het Zuiderterras. Ludwig had ooit plannen om er een theater in rococostijl te bouwen, op de heuvel kwam echter een klassieke ronde tempel met een beeld van de godin Venus.
- De Noordhelling met waterval.
- De Floravijver. Aan een ongeveer 300 jaar oude lindeboom ontleent Linderhof zijn naam. De boom staat nog steeds bij de Floravijver.
- De Oost- en Westparterre.
- De Neptunusbronnen met cascade (een kleine, trapsgewijs neerstromende waterval).

## Bezichtiging
Het slot en bijbehorende park zijn het gehele jaar te bezichtigen. Echter, in de wintermaanden is alleen het slot te bezichtigen en zijn de (bij)gebouwen in het park gesloten. Er mogen binnen geen foto's gemaakt worden.